# Czepiaki
Czepiaki (Atelinae) – podrodzina ssaków naczelnych z rodziny czepiakowatych (Atelidae), dawniej włączana do rodziny płaksowatych (Cebidae). Blisko spokrewnione z wyjcami, od których są znacznie smuklejsze.

## Występowanie i biotop
Gatunki z tej podrodziny zamieszkują Amerykę Południową i Środkową. Środowiskiem ich życia są tropikalne lasy.

## Charakterystyka
Smukłe ciało i długie przednie kończyny ze zredukowanym kciukiem, przystosowane do szybkiego przemieszczania się wśród gałęzi metodą brachiacji. Równie swobodnie poruszają się przy użyciu czterech kończyn, wspomagając się długim, chwytnym ogonem.

## Systematyka
Do czepiaków zaliczane są następujące współcześnie występujące rodzaje:
- Ateles É. Geoffroy Saint-Hilaire, 1806 – czepiak
- Lagothrix É. Geoffroy Saint-Hilaire, 1812 – wełniak
- Brachyteles Spix, 1823 – muriki

Opisano również rodzaje wymarłe:
- Caipora Cartelle & Hartwig, 1996[16] – jedynym przedstawicielem był Caipora bambuiorum Cartelle & Hartwig, 1996
- Protopithecus Lund, 1838[17] – jedynym przedstawicielem był Protopithecus brasiliensis Lund, 1838
- Solimoea Kay & Cozzuol, 2006[18] – jedynym przedstawicielem był Solimoea acrensis Kay & Cozzuol, 2006